# Scaptia barbara
Scaptia barbara är en tvåvingeart som beskrevs av M. Josephine Mackerras 1960. Scaptia barbara ingår i släktet Scaptia och familjen bromsar. Inga underarter finns listade i Catalogue of Life.